# Jerry Van Dyke
Jerry Van Dyke (Danville, Illinois; 27 de julio de 1931-Malvern, Arkansas; 5 de enero de 2018) fue un comediante y actor de televisión estadounidense. Su actuación cómica se remonta a los años 1960. Su hermano es el actor Dick Van Dyke y fue tío del también actor Barry Van Dyke.

## Biografía
Sus padres eran Loren —conocido como «Cookie»— y Hazel —nacida con el apellido McCord— Van Dyke. Era de ascendencia holandesa por parte de su padre y de ascendencia inglesa y escocesa por parte de su madre. Su madre es descendiente del Mayflower.

### Muerte
Van Dyke murió el 5 de enero de 2018 en su rancho en Malvern, Arkansas, de insuficiencia cardíaca, a la edad de 86 años. Había estado en declive de salud desde que sufrió un accidente automovilístico dos años antes.